# 周俐葳
周俐葳（Crawdia Chou，1990年9月16日—），台灣女藝人、演員。
2015年作为歌手畢書盡MV《Love More》的女主角而打開知名度；2016年出演《大人情歌》華可欣一角，活潑生動調皮的演技，深受觀眾喜愛。同年8月接演個人首部電視劇，《我的仙界學園》，飾演配角陳安蕾；10月接演緯來自製年度喜劇鬼片電影《胸性大發》，擔綱女主角茉茉；11月接演《逆襲之星途璀燦》擔任貼身秘書Amy，並且飾演電視劇萌妻食神裡的桑桑，2017年6月，接中國古裝大戲《扶搖皇后》；2019年9月，主演的青春校園劇《外貌至上主義》播出。然後主演戀愛輕喜劇《仲夏满天心》。

## 影視作品

### 電視劇
| 首播時間 | 劇名                 | 角色   |
| -------- | -------------------- | ------ |
| 2015     | 《軍官·情人》        | 霏霏   |
| 2016     | 《大人情歌》         | 華可欣 |
| 2017     | 《我的仙界学院》     | 陳安蕾 |
| 2017     | 《逆襲之星途璀璨》   | Amy    |
| 2018     | 《萌妻食神》         | 桑桑   |
| 2018     | 《扶搖》             | 時嵐   |
| 2019     | 《特赦1959》         | 客串   |
| 2020     | 《你是我的命中注定》 | 方雨薇 |
| 2020     | 《仲夏滿天心》       | 程莎莎 |
| 2020     | 《未來媽媽》         | 客串   |

### 網路劇
| 首播時間 | 劇名               | 角色 |
| -------- | ------------------ | ---- |
| 2018     | 《武大的小姐姐們》 | 陳妤 |
| 2019     | 《外貌至上主義》   | 何娜 |

### 廣告
- Folli Follie
- 統一黃金豆豆漿
- 嘉新企業影片
- 麥當勞-鳳荔篇
- 資生堂
- 中華電信
- 建案-香草天空
- 姊妹日記面膜

### MV/微電影
- 台電「一度電的價值」微電影
- 2013年梁文音黃色夾克
- Bii-Love More
- Bii-Lovemore CuBii 畢書盡 愛神降臨

## 外部連結
- 周俐葳Crawdia Chou的Facebook專頁
- 周俐葳Crawdia的新浪微博
- 周俐葳的Instagram帳戶